# Lachhmangarh
Lachhmangarh là một thành phố và khu đô thị của quận Sikar thuộc bang Rajasthan, Ấn Độ.

## Địa lý
Lachhmangarh có vị trí 27°22′B 76°51′Đ / 27,37°B 76,85°Đ Nó có độ cao trung bình là 222 mét (728 feet).

## Nhân khẩu
Theo điều tra dân số năm 2001 của Ấn Độ, Lachhmangarh có dân số 47.288 người. Phái nam chiếm 52% tổng số dân và phái nữ chiếm 48%. Lachhmangarh có tỷ lệ 59% biết đọc biết viết, thấp hơn tỷ lệ trung bình toàn quốc là 59,5%: tỷ lệ cho phái nam là 70%, và tỷ lệ cho phái nữ là 47%. Tại Lachhmangarh, 17% dân số nhỏ hơn 6 tuổi.